# ゴールドアリュール
ゴールドアリュール（欧字名:Gold Allure、1999年3月3日 - 2017年2月18日）は、日本の競走馬・種牡馬。
2002年のJRA賞最優秀ダートホース、NARグランプリ特別表彰馬、ダートグレード競走最優秀馬である。同年のジャパンダートダービー（GI）、ダービーグランプリ（GI）、東京大賞典（GI）、翌2003年のフェブラリーステークス（GI）を優勝した。ダートGIを優勝した唯一のサンデーサイレンス産駒である。
産駒はスマートファルコン、エスポワールシチー、コパノリッキー、ゴールドドリーム、クリソベリル、ナランフレグがGIを、オーロマイスター、クリソライト、グレイスフルリープ、ララベル、サンライズノヴァがJpnIを優勝。その他にも重賞優勝産駒を輩出した。ブルードメアサイアーとしての産駒にはオメガパフュームがいる。

## デビューまで
ニキーヤは1993年にアメリカで生産されたヌレイエフ産駒の牝馬である。フランスで競走馬となり、8戦3勝。1997年に日本に輸入された。ニキーヤを日本に導入した北海道追分町の追分ファームは、吉田善哉の三男・晴哉が1995年に社台ファームとノーザンファーム早来の中間地点に開いた育成牧場だった。3年目の1997年からは繁殖牝馬を繋養し、競走馬生産を開始。ニキーヤもその際に繋養された。初年度のニキーヤはサンデーサイレンスと交配し、初仔の牡馬を生産した。続く2年目もサンデーサイレンスと交配。1999年3月3日、追分ファームにて2番仔となる栗毛の牡馬（後のゴールドアリュール）が誕生した。
追分ファームは生産馬トゥナンテが2000年の愛知杯を制して重賞タイトルを獲得していたが、トゥナンテの実質的な生産者は系列の白老ファームだったため、名実共に追分ファーム生産と言える競走馬での重賞タイトル獲得を目指していた。
2番仔は、系列の社台ファームで育成が施された。その後、系列のクラブ法人・有限会社社台レースホースの所有となり、「黄金の魅力」という意味の「ゴールドアリュール」と名付けられた。名前には「心をひき寄せられるような魅力溢れる競走馬となってほしい。もちろん『金』も引き寄せてほしいもの。」という願いも加えられていた。ゴールドアリュールは栗東トレーニングセンターの池江泰郎厩舎に入厩した。

## 競走馬時代

### 2-3歳（2001-02年）

#### 芝挑戦 - 東京優駿
2歳となった2001年11月11日、京都競馬場の新馬戦（芝1800メートル）で熊沢重文の騎乗でデビューする。レニングラード以下10頭には6馬身差をつけたものの、ヤマニンセラフィムに4分の3馬身及ばず2着。同月25日、同条件の折り返しの新馬戦で初勝利を挙げた。年末のホープフルステークス（OP）では武豊に乗り替わり1番人気で臨んだが4着。年をまたいで3歳、小倉、中山、阪神競馬場の芝500万円以下特別競走に臨み、すべて入着したが勝利からは遠ざかった。
その後ダートに転向する。4月13日に行われた阪神の500万円以下（ダート1800メートル）では上村洋行に乗り替わり出走。後方に4馬身差を付けて2勝目を挙げた。それから4月27日の端午ステークス（OP）に出走。1番人気に支持され、後方に4馬身差を付けて連勝とした。
ダートで勝ち上がって5月26日、芝の東京優駿（日本ダービー）（GI）に出走する。タニノギムレット、ノーリーズン、シンボリクリスエスが上位人気となる中、48.1倍の13番人気だった。スタートからサンヴァレーが大きく逃げてバランスオブゲームが離れた2番手、そしてゴールドアリュールは3番手につけた。サンヴァレーが最終コーナーで失速したことで一時バランスオブゲームとともに先頭に躍り出たが、外からタニノギムレットにかわされた。それでも失速はせず5着を確保。2着シンボリクリスエス、3着マチカネアカツキらと並んでの入線だった。

#### 3歳ダート2連勝
ダービー挑戦後はダートに再転向し、7月4日、大井競馬場のジャパンダートダービー（GI）に出走する。鞍上は武豊に戻り、単勝オッズ1.5倍の1番人気に支持された。相手は大井所属で全日本2歳優駿や羽田盃優勝馬プリンシパルリバーや中央所属の兵庫チャンピオンシップ優勝馬インタータイヨウ等中央4頭、南関東11頭の対決だった。スタートからハナを奪って逃げ、マイペースで先導。直線では他の追い上げなく、反対に突き放す一方で後方に7馬身差を付けて入線。走破タイム2分4秒1のレースレコードでGI級競走初勝利を果たした。武は大井の重賞初勝利に加えて東京優駿をタニノギムレットで制したのと合わせて同一年の芝ダートダービー勝利となった。またサンデーサイレンス産駒では初めてのダートGI優勝となった 。この後は放牧となり、山元トレーニングセンター経由で社台ファームで夏を過ごした。
9月23日、盛岡競馬場のダービーグランプリ（GI）に出走。競馬場へ輸送された際に渋滞にはまってしまい痩せた状態で到着、馬体重は前走からマイナス12kgという状態だったがそれでも単勝オッズ1.1倍の1番人気に支持される。相手には船橋所属で平和賞や中央のユニコーンステークス優勝馬ヒミツヘイキ、ジャパンダートダービー2着のインタータイヨウらがいた。スタートからハナを奪い逃げに出ると他の馬に競りかけられないまま先頭で直線に。持ったままの状態で後続を突き放し、10馬身差をつけて入線を果たす。これでGI2勝目、日本の3歳ダートGI独占となった。

#### 古馬勢との対決
11月23日、中山競馬場のジャパンカップダート（GI）に出走する。初めて古馬や外国調教馬との対決となったが、注目を集めたのは前年の朝日杯フューチュリティステークスで優勝し、その後は苦戦が続くも新馬戦以来のダート転向戦となる盛岡のJBCクラシック（GI）にて1番人気のプリエミネンスに7馬身差をつけて優勝した3歳馬アドマイヤドンとの同期対決だった。
当日は古馬相手に7馬身のアドマイヤドンの評価が同期相手に10馬身のゴールドアリュールを上回り、アドマイヤドンが2.2倍の1番人気、ゴールドアリュールはそれに次ぐ2.6倍の2番人気に。以下の人気はトーホウエンペラー、ハギノハイグレイド、イーグルカフェと続いた。スタートから平均ペースで、ゴールドアリュールは3番手、アドマイヤドンはその直後の5番手を追走した。直線に向くとゴールドアリュールは手ごたえ十分で抜け出し、それにアドマイヤドンが競りかけて2頭で争った。しかし内を突いたイーグルカフェにもろともかわされ、競り合いでもアドマイヤドンに敗れて後退。優勝したイーグルカフェに2馬身以上、3着のアドマイヤドンに1馬身4分の1以上離される5着に敗れた。
続いて12月29日、大井の東京大賞典（GI）に出走する。イーグルカフェやアドマイヤドンは回避し、ジャパンカップダート2着のリージェントブラフ、5連勝中の上がり馬ビワシンセイキとの対決となる中、1.5倍で1番人気に支持された。その他、トーホウエンペラー、カネツフルーヴが参戦していた。スタートからハナを奪取すると先頭のまま直線に向いて脚を伸ばし、ビワシンセイキに1馬身半差を付けて先頭で入線した。GI3勝目、1年でダートのGI級競走を3勝を挙げたのは1998年のアブクマポーロ以来だった。この年のJRA賞では、全281票中149票を集めて最優秀ダートホースを受賞している。

### 4歳（2003年）
年が明けて2月23日、中山競馬場のフェブラリーステークス（GI）で始動する。出走16頭のうちGI級優勝馬8頭が集結し「レース史上、最も充実したメンバー」「五指に余る強豪たち」（『優駿』）と評される中、ゴールドアリュールは3.1倍の1番人気に支持された。3.7倍の2番人気がアドマイヤドン、以下ビワシンセイキ、イーグルカフェ、ノボトゥルー、エイシンプレストン、マイネルブライアンと続いていた。
スタートからカネツフルーヴとスマートボーイがハナを争ったため、それらに続く3番手を追走する。最終コーナーで先頭カネツフルーヴに近づき、直線でかわして抜け出した。終始ゴールドアリュールをマークしていたビワシンセイキが直線で差を詰めてくるとやがて並ばれ競り合いに発展するも、それを制してクビ差で先着。3着イーグルカフェ以下には3馬身差をつけての優勝だった。ダートGI級競走4勝目はアブクマポーロに並ぶ史上最多記録。またメイセイオペラ、アグネスデジタルに次いで史上3頭目となる「JRAダートGI・統一GI双方優勝」を達成。さらに最優秀ダートホースとしては1998年受賞2000年優勝のウイングアロー以来史上2頭目の優勝だった。
豪華メンバーのフェブラリーステークスを優勝したゴールドアリュールは、次なる目標を海外遠征、3月29日にアラブ首長国連邦・ドバイのナドアルシバ競馬場で行われるドバイワールドカップに定めた。この当時は世界情勢、特に中東情勢が不安定な状況で開催が不透明であり、登録したものの回避する日本調教馬が続出していた。それでもゴールドアリュールは、UAEダービーに臨むユートピアとともに遠征を表明。しかし3月20日、アメリカとイギリス合同軍によるイラク攻撃が開始された。後にイラク戦争と呼称されるこの攻撃により中東情勢はさらに悪化。日本勢はこの影響で経由地シンガポールからドバイに向かう航空機がキャンセルされ、輸送用の航空便が用意できなかったたために遠征できなかった。アラブ首長国連邦はイラクやアメリカと敵対関係になく、戦地イラクとも距離があって安全な事もあってドバイワールドカップデーは無事開催された。当日は世界16か国の優駿が一堂に会したが、日本勢は1頭も出走できなかった。
ドバイを断念したゴールドアリュールは、代わりにアンタレスステークス（GIII）に参戦。斤量59キログラムを背負いながらも、1.4倍の1番人気に支持された。同じようにドバイを断念したイーグルカフェとの対決となった。スタートではスマートボーイがハナを奪い、それに次ぐ2番手を追走した。最終コーナーでスマートボーイをかわすと直線では突き放す一方で独走状態に。中団から追い上げたイーグルカフェやディーエスサンダーに8馬身差をつけて入線し重賞連勝となった。
それから6月25日、帝王賞（GI）に出走。ビワシンセイキ、リージェントブラフらとの対決となる中、1.1倍の1番人気だった。不良馬場の中ハナを奪えず2番手に着くもその後全く伸びず失速し、ネームヴァリューの11着に敗退する。レース直後に社台ファームへ放牧に出され、検査したところ喘鳴症（ノド鳴り）であることが判明。再起を目指していたが7月21日に症状悪化を確認し、復帰を諦めて引退となった。

## 種牡馬時代
2004年から北海道早来町の社台スタリオンステーションで種牡馬となる。初年度から10年以上三桁の繁殖牝馬と交配し続け、2008年と2010年は200頭以上の繁殖牝馬を集めていた。2017年2月18日、心臓疾患のために18歳で死亡する。
2007年に初年度産駒がデビュー。2020年6月21日には史上23頭目となる産駒によるJRA通算1000勝を達成した。初年度産駒のエスポワールシチーは2009年のかしわ記念を優勝し、産駒初GI勝利。同年秋のジャパンカップダートも優勝し、産駒初JRAGI優勝を果たしている。エスポワールシチーは通算GI級9勝を挙げた。同じ初年度産駒のスマートファルコンはGI級6勝。その他の世代からもコパノリッキーがGI級11勝、ゴールドドリームがGI級5勝、クリソベリルがGI級4勝を挙げた。これらはすべてダートのGIだった。産駒の中には父が断念したドバイワールドカップに参戦した者も複数いる。また2022年にはナランフレグが高松宮記念を優勝、産駒初の芝GI優勝を果たした。

## 競走成績
以下の内容は、netkeiba.comおよびJBISサーチ、『優駿』2008年2月号に基づく。
| 競走日 | 競走日 | 競走日 | 競馬場 | 競走名             | 格   | 距離（馬場）  | 頭 数 | 枠 番 | 馬 番 | オッズ （人気） | 着順 | タイム （上り3F） | 着差 | 騎手     | 斤量 [kg] | 1着馬（2着馬）         | 馬体重 [kg] |
| ------ | ------ | ------ | ------ | ------------------ | ---- | ------------- | ----- | ----- | ----- | --------------- | ---- | ----------------- | ---- | -------- | --------- | ---------------------- | ----------- |
| 2001.  | 11.    | 11     | 京都   | 2歳新馬            |      | 芝1800m（良） | 13    | 5     | 7     | 05.30（3人）    | 02着 | 1:48.3（36.1）    | -0.1 | 熊沢重文 | 54        | ヤマニンセラフィム     | 508         |
|        | 11.    | 25     | 京都   | 2歳新馬            |      | 芝1800m（良） | 9     | 3     | 3     | 01.40（1人）    | 01着 | 1:48.7（35.4）    | -0.2 | 熊沢重文 | 54        | （アンフィトリオン）   | 506         |
|        | 12.    | 23     | 中山   | ホープフルS        | OP   | 芝2000m（良） | 15    | 4     | 7     | 01.90（1人）    | 04着 | 2:02.0（36.9）    | -0.3 | 武豊     | 55        | タイガーカフェ         | 502         |
| 2002.  | 01.    | 26     | 小倉   | くすのき賞         | 5下  | 芝1800m（不） | 14    | 4     | 6     | 02.20（1人）    | 03着 | 1:52.3（38.3）    | -0.4 | 内田浩一 | 55        | タケハナオペラ         | 502         |
|        | 02.    | 23     | 中山   | 水仙賞             | 5下  | 芝2200m（良） | 16    | 6     | 12    | 05.00（2人）    | 05着 | 2:14.8（35.3）    | -0.6 | 後藤浩輝 | 55        | ダディーズドリーム     | 490         |
|        | 03.    | 09     | 阪神   | ゆきやなぎ賞       | 5下  | 芝2000m（良） | 13    | 7     | 10    | 03.60（1人）    | 04着 | 2:01.5（35.6）    | -0.8 | 熊沢重文 | 55        | ユウキャラット         | 494         |
|        | 04.    | 13     | 阪神   | 3歳500万下         |      | ダ1800m（稍） | 14    | 6     | 9     | 04.50（2人）    | 01着 | 1:51.6（38.0）    | -0.7 | 上村洋行 | 55        | （マイネルディバイン） | 500         |
|        | 04.    | 27     | 京都   | 端午S              | OP   | ダ1800m（良） | 13    | 5     | 7     | 02.40（1人）    | 01着 | 1:50.6（36.4）    | -0.7 | 上村洋行 | 55        | （カイトヒルウインド） | 502         |
|        | 05.    | 26     | 東京   | 東京優駿           | GI   | 芝2400m（良） | 18    | 8     | 18    | 48.1（13人）    | 05着 | 2:26.5（35.6）    | -0.3 | 上村洋行 | 57        | タニノギムレット       | 498         |
|        | 07.    | 04     | 大井   | ジャパンDダービー  | GI   | ダ2000m（良） | 15    | 4     | 8     | 01.50（1人）    | 01着 | 2:04.1（37.4）    | -1.3 | 武豊     | 56        | （インタータイヨウ）   | 503         |
|        | 09.    | 23     | 盛岡   | ダービーグランプリ | GI   | ダ2000m（良） | 14    | 4     | 5     | 01.10（1人）    | 01着 | 2:08.1（41.5）    | -1.6 | 武豊     | 56        | （スターキングマン）   | 491         |
|        | 11.    | 23     | 中山   | ジャパンCダート    | GI   | ダ1800m（良） | 16    | 4     | 8     | 02.60（2人）    | 05着 | 1:52.6（38.9）    | -0.4 | 武豊     | 55        | イーグルカフェ         | 508         |
|        | 12.    | 29     | 大井   | 東京大賞典         | GI   | ダ2000m（良） | 16    | 2     | 4     | 01.50（1人）    | 01着 | 2:05.6（38.3）    | -0.3 | 武豊     | 55        | （ビワシンセイキ）     | 506         |
| 2003.  | 02.    | 23     | 中山   | フェブラリーS      | GI   | ダ1800m（稍） | 16    | 3     | 5     | 03.10（1人）    | 01着 | 1:50.9（38.1）    | -0.1 | 武豊     | 57        | （ビワシンセイキ）     | 512         |
|        | 04.    | 27     | 京都   | アンタレスS        | GIII | ダ1800m（稍） | 16    | 5     | 9     | 01.40（1人）    | 01着 | 1:49.7（37.2）    | -1.3 | 武豊     | 59        | （イーグルカフェ）     | 504         |
|        | 06.    | 25     | 大井   | 帝王賞             | GI   | ダ2000m（不） | 15    | 6     | 11    | 01.10（1人）    | 11着 | 2:07.9（40.9）    | -3.3 | 武豊     | 57        | ネームヴァリュー       | 510         |

## 種牡馬成績

### 年度別成績
以下の内容は、JBISサーチの情報に基づく。
| 種付年度 | 種付頭数 | 生産頭数 | 血統登録頭数 | 出走頭数 | 勝馬頭数 | 重賞勝馬頭数 | AEI  | CPI  | 該当GI級優勝産駒     |
| -------- | -------- | -------- | ------------ | -------- | -------- | ------------ | ---- | ---- | -------------------- |
| 2004     | 147      | 85       | 82           | 76       | 60       | 5            | 3.75 |      | エスポワールシチー他 |
| 2005     | 189      | 122      | 119          | 110      | 90       | 5            | 1.63 |      |                      |
| 2006     | 136      | 83       | 80           | 69       | 54       | 3            | 1.26 |      |                      |
| 2007     | 132      | 90       | 87           | 79       | 58       | 2            | 1.21 |      |                      |
| 2008     | 204      | 143      | 139          | 132      | 103      | 7            | 1.17 |      |                      |
| 2009     | 186      | 117      | 113          | 100      | 74       | 3            | 2.44 |      | コパノリッキー他     |
| 2010     | 207      | 153      | 147          | 133      | 101      | 4            | 1.38 |      |                      |
| 2011     | 144      | 95       | 93           | 87       | 71       | 2            | 1.21 |      | ララベル             |
| 2012     | 180      | 126      | 124          | 117      | 90       | 7            | 1.49 |      | ゴールドドリーム     |
| 2013     | 160      | 112      | 111          | 102      | 86       | 6            | 1.70 |      | サンライズノヴァ     |
| 2014     | 188      | 127      | 125          | 111      | 89       | 4            | 1.16 |      |                      |
| 2015     | 191      | 131      | 130          | 117      | 92       | 2            | 1.42 |      | クリソベリル他       |
| 2016     | 141      | 91       | 90           | 79       | 58       | 0            | 1.10 |      |                      |
| 2017     | 6        | 4        | 4            | 4        | 2        | －           | 1.69 |      |                      |
| 合計     | 合計     | 合計     | 1,444        | 1,316    | 1,028    | 50           | 1.62 | 1.36 |                      |

- 情報は、2021年4月2日時点。
- 出走頭数、勝馬頭数、重賞勝馬頭数、アーニングインデックス、コンパラブルインデックスは、平地競走に限る。

### 主な産駒

#### GI・JpnI競走勝利馬
太字強調はGI（またはJpnI）競走。競走名の前の国旗は開催国。
- 2005年産
  - エスポワールシチー（ジャパンカップダート、フェブラリーステークス、マイルチャンピオンシップ南部杯3回、かしわ記念3回、JBCスプリント、マーチステークス、名古屋大賞典、みやこステークス）- 母父:ブライアンズタイム
    - 2009年度最優秀ダートホース・ダートグレード競走特別賞
    - 2010年度最優秀ダートホース
    - 2012年度ダートグレード競走特別賞

  - スマートファルコン（JBCクラシック2回、帝王賞、東京大賞典2回、川崎記念、浦和記念2回、ブリーダーズゴールドカップ、ダイオライト記念、日本テレビ盃、白山大賞典、兵庫ゴールドトロフィー、佐賀記念、名古屋大賞典、かきつばた記念2回、さきたま杯2回）- 母父:ミシシッピアン
    - 2010・2011年度ダートグレード競走特別賞

  - オーロマイスター（マイルチャンピオンシップ南部杯）- 母父:Lear Fan
- 2010年産
  - コパノリッキー（フェブラリーステークス2回、かしわ記念3回、JBCクラシック2回、帝王賞、マイルチャンピオンシップ南部杯2回、東京大賞典、兵庫チャンピオンシップ、東海ステークス）- 母父:ティンバーカントリー
    - 2015年度最優秀ダートホース
    - 2016・2017年度ダートグレード競走特別賞

  - クリソライト（ジャパンダートダービー、日本テレビ盃、ダイオライト記念3回、コリアカップ）- 母父:エルコンドルパサー
  - グレイスフルリープ（JBCスプリント、サマーチャンピオン、コリアスプリント、兵庫ゴールドトロフィー、東京スプリント）- 母父:Seeking the Gold
- 2012年産
  - ララベル（JBCレディスクラシック、ローレル賞、東京2歳優駿牝馬、桜花賞、ロジータ記念、しらさぎ賞）- 母父:ティンバーカントリー
    - 2014年度NARグランプリ2歳最優秀牝馬
    - 2015年度NARグランプリ3歳最優秀牝馬
    - 2017年度NARグランプリ4歳以上最優秀牝馬・TCK大賞
- 2013年産
  - ゴールドドリーム（フェブラリーステークス、チャンピオンズカップ、かしわ記念2回、帝王賞、ユニコーンステークス）- 母父:フレンチデピュティ
    - 2017年度最優秀ダートホース
- 2014年産
  - サンライズノヴァ（マイルチャンピオンシップ南部杯、ユニコーンステークス、武蔵野ステークス2回、プロキオンステークス）- 母父:サンダーガルチ
- 2016年産
  - クリソベリル（ジャパンダートダービー、チャンピオンズカップ、帝王賞、JBCクラシック、兵庫チャンピオンシップ、日本テレビ盃）- 母父:エルコンドルパサー
    - 2019年度最優秀ダートホース

  - ナランフレグ（高松宮記念）- 母父:ブライアンズタイム

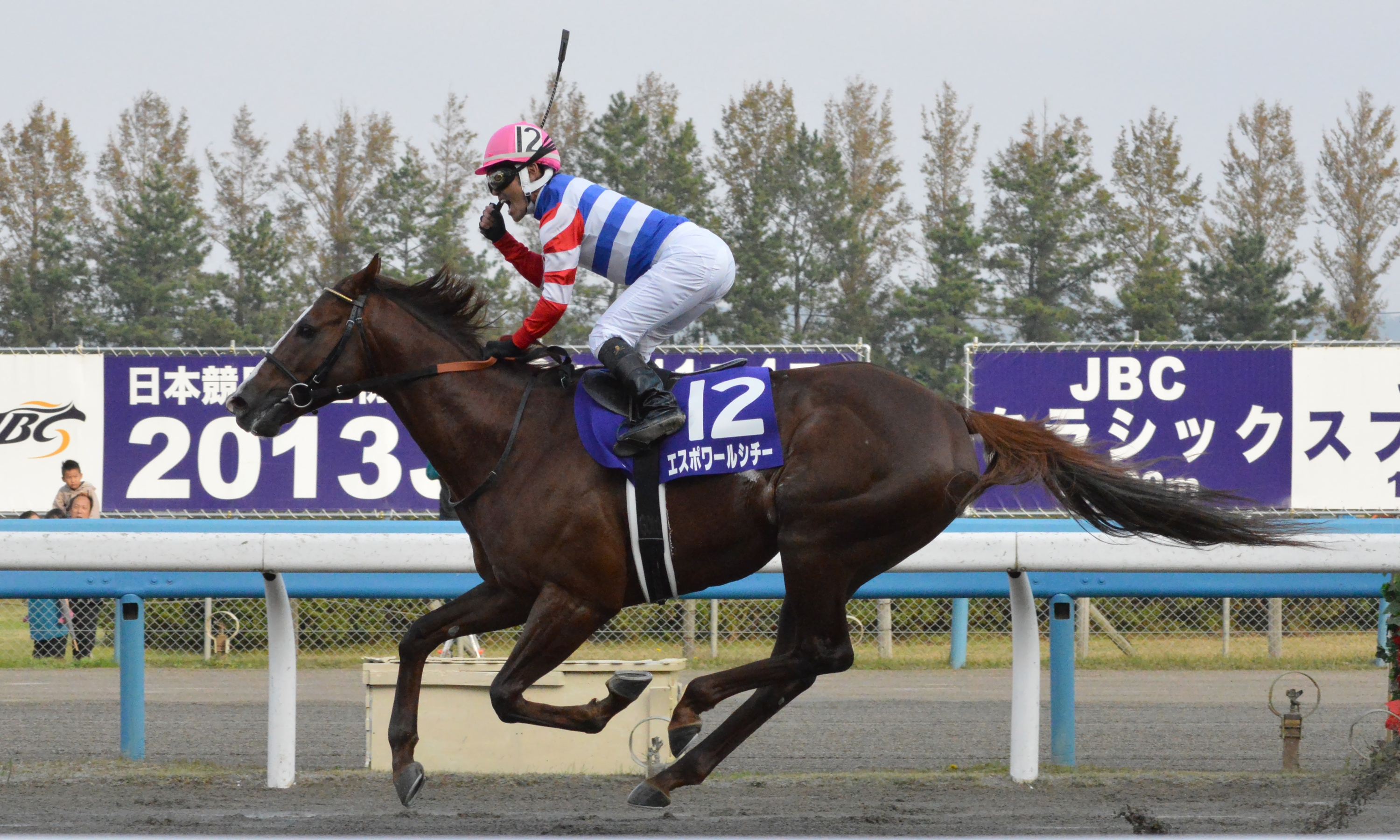
エスポワールシチー（2005年産）
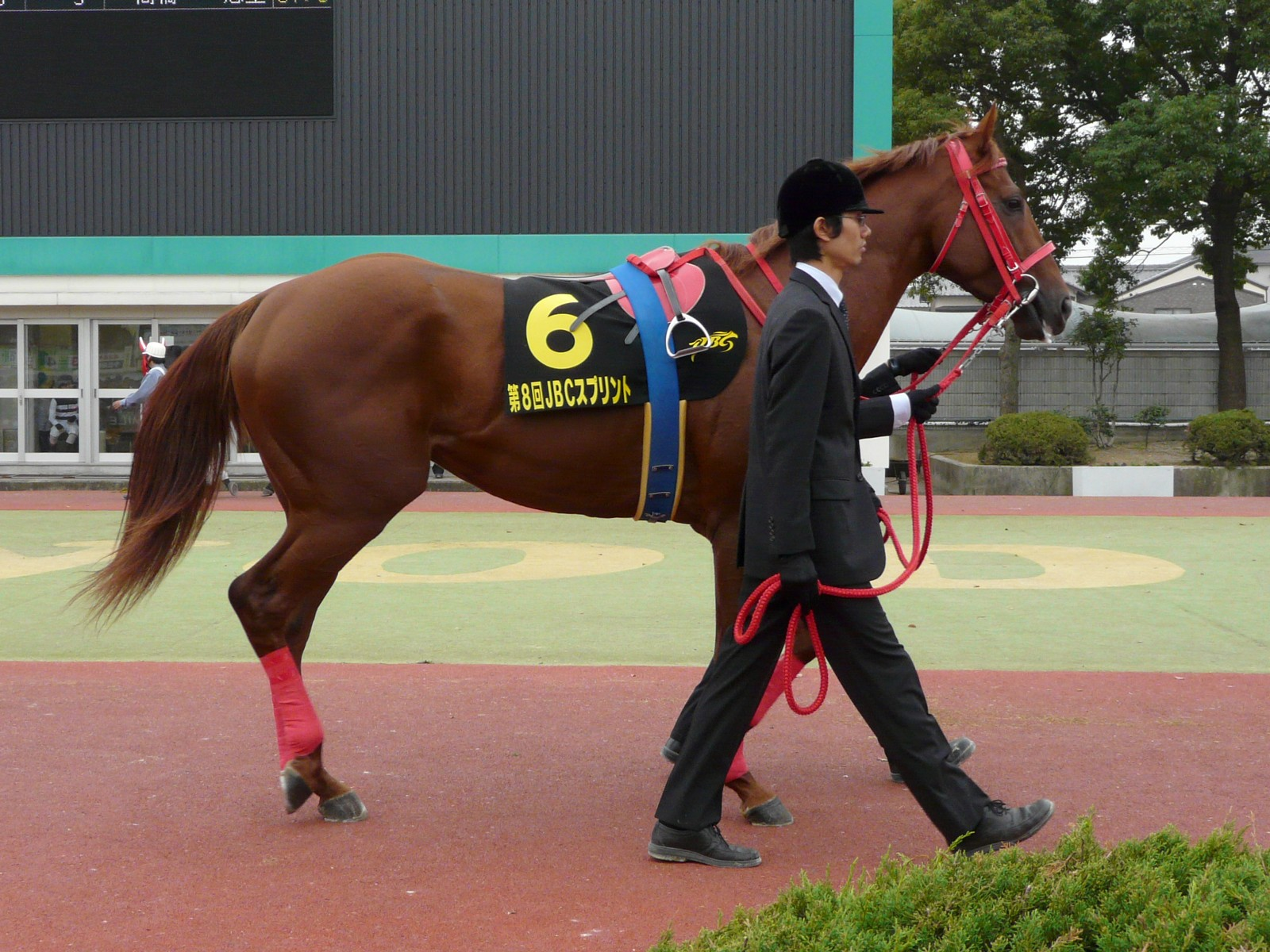
スマートファルコン（2005年産）
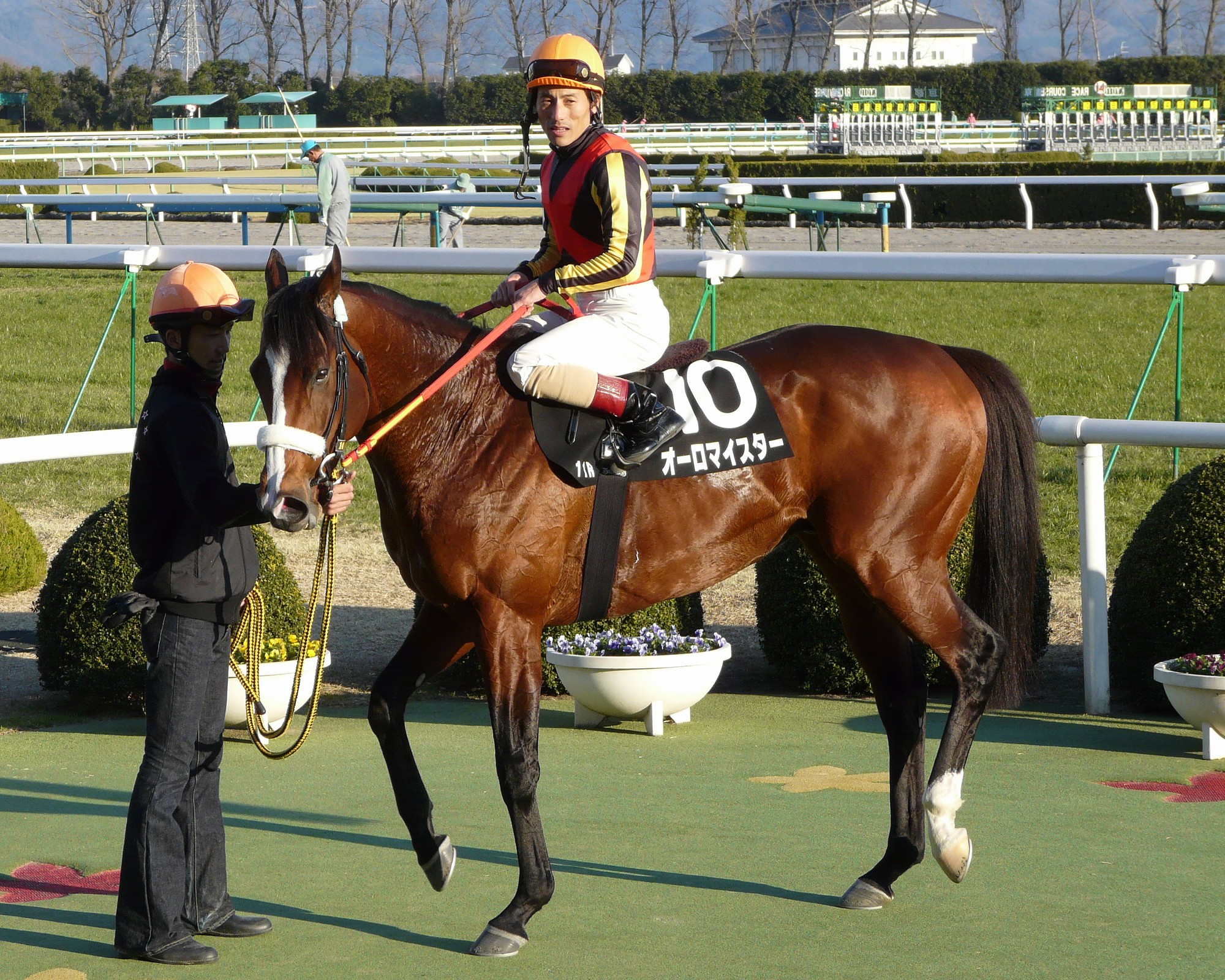
オーロマイスター（2005年産）
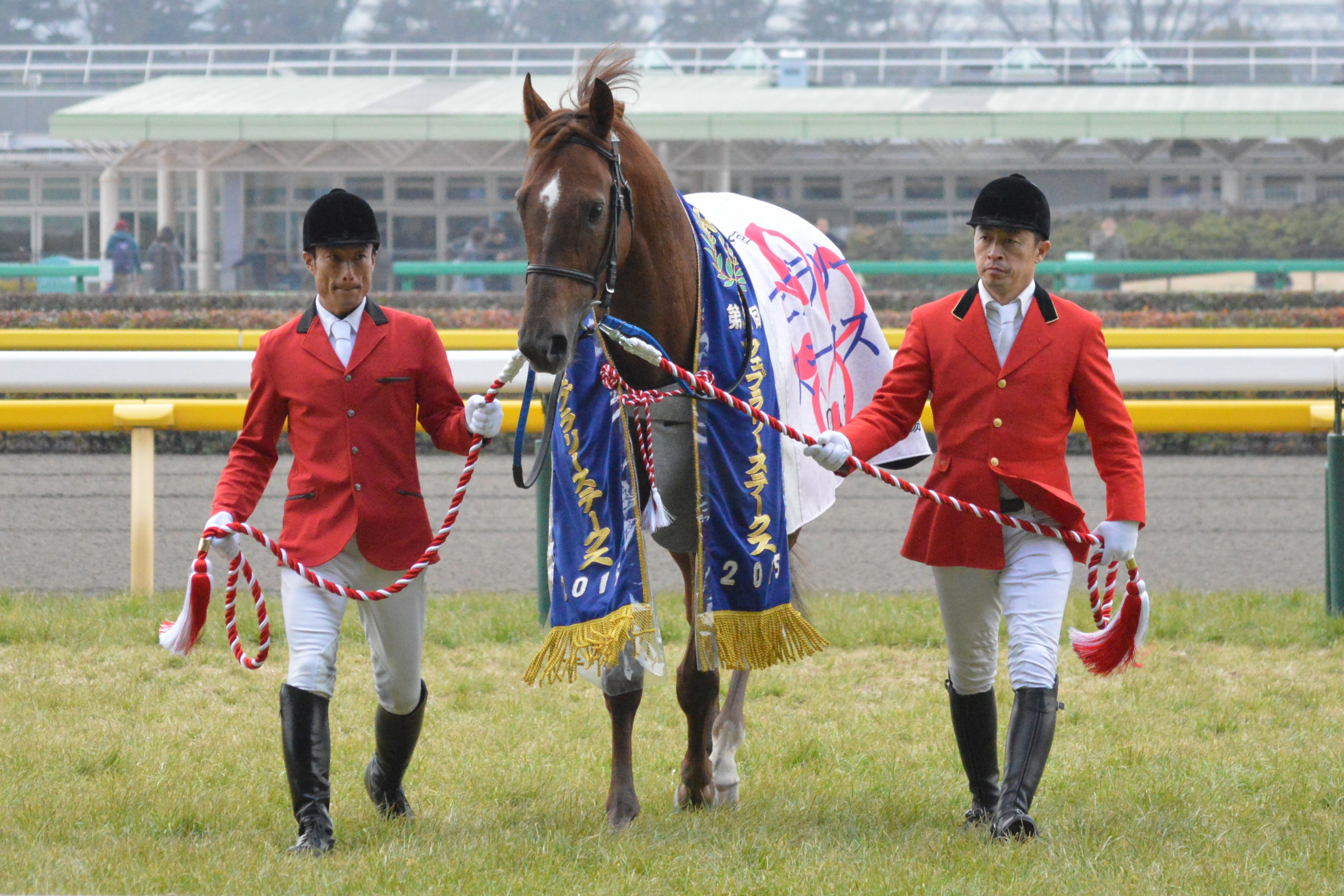
コパノリッキー（2010年産）
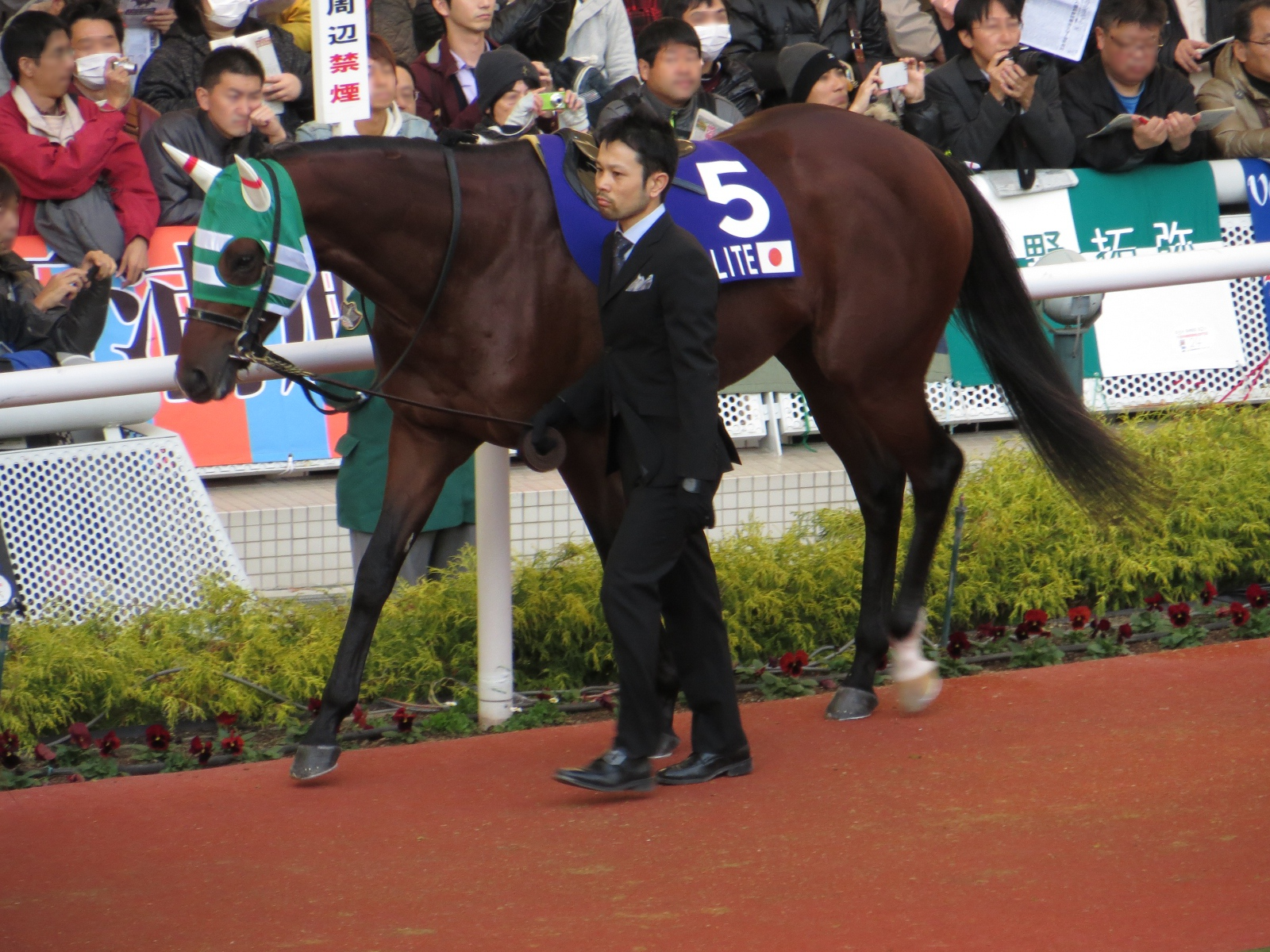
クリソライト（2010年産）
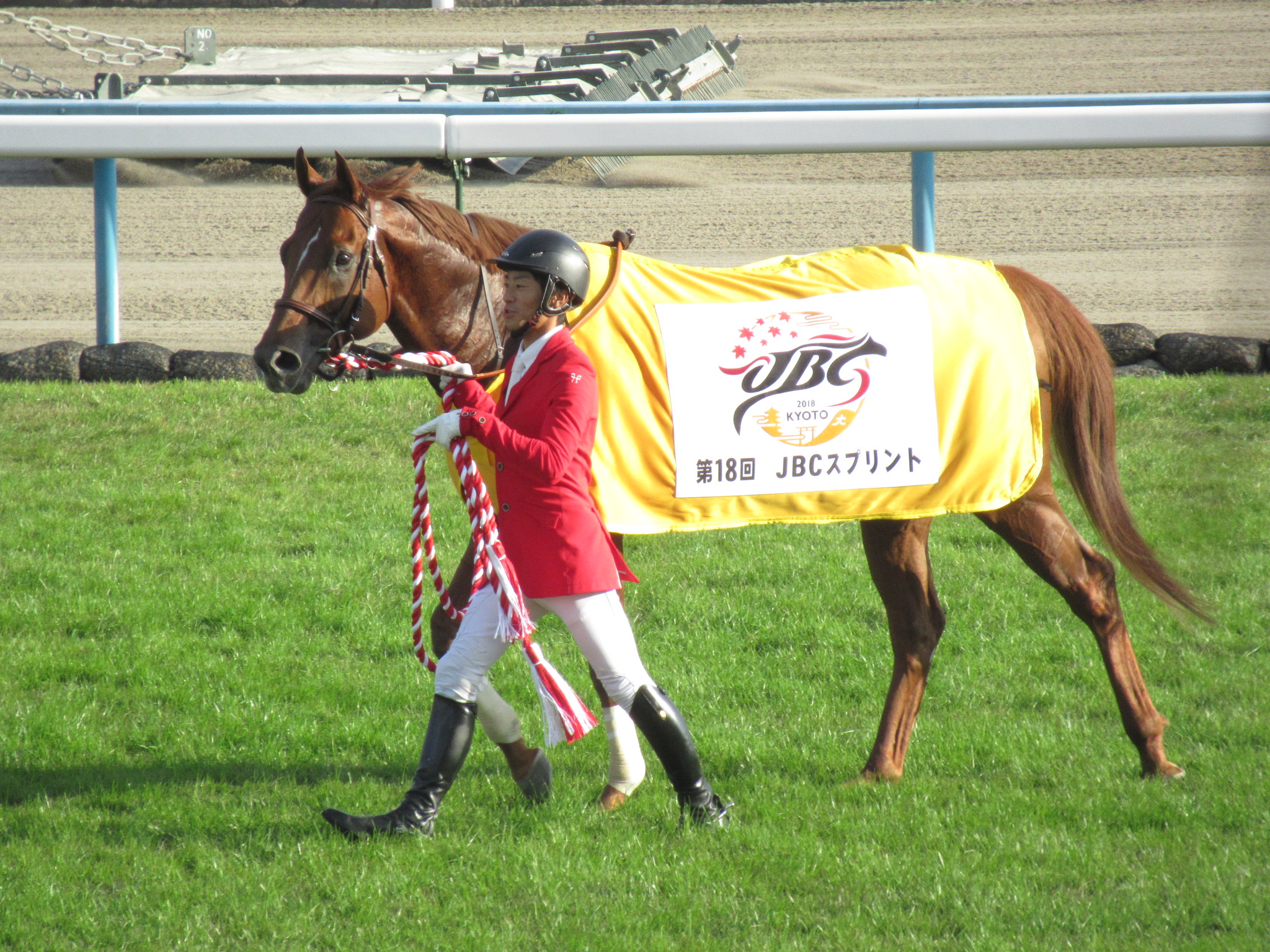
グレイスフルリープ（2010年産）
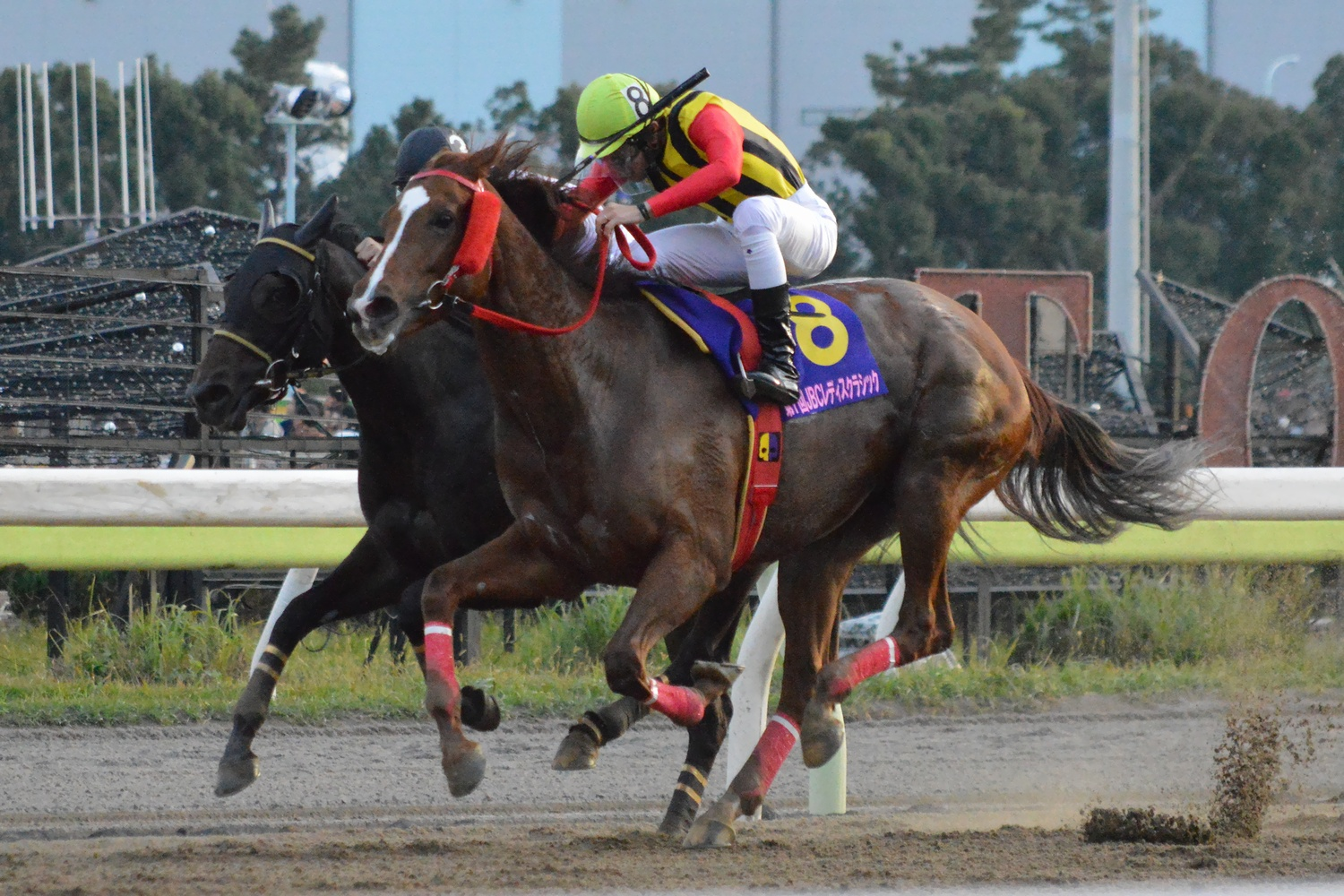
ララベル（2012年産）
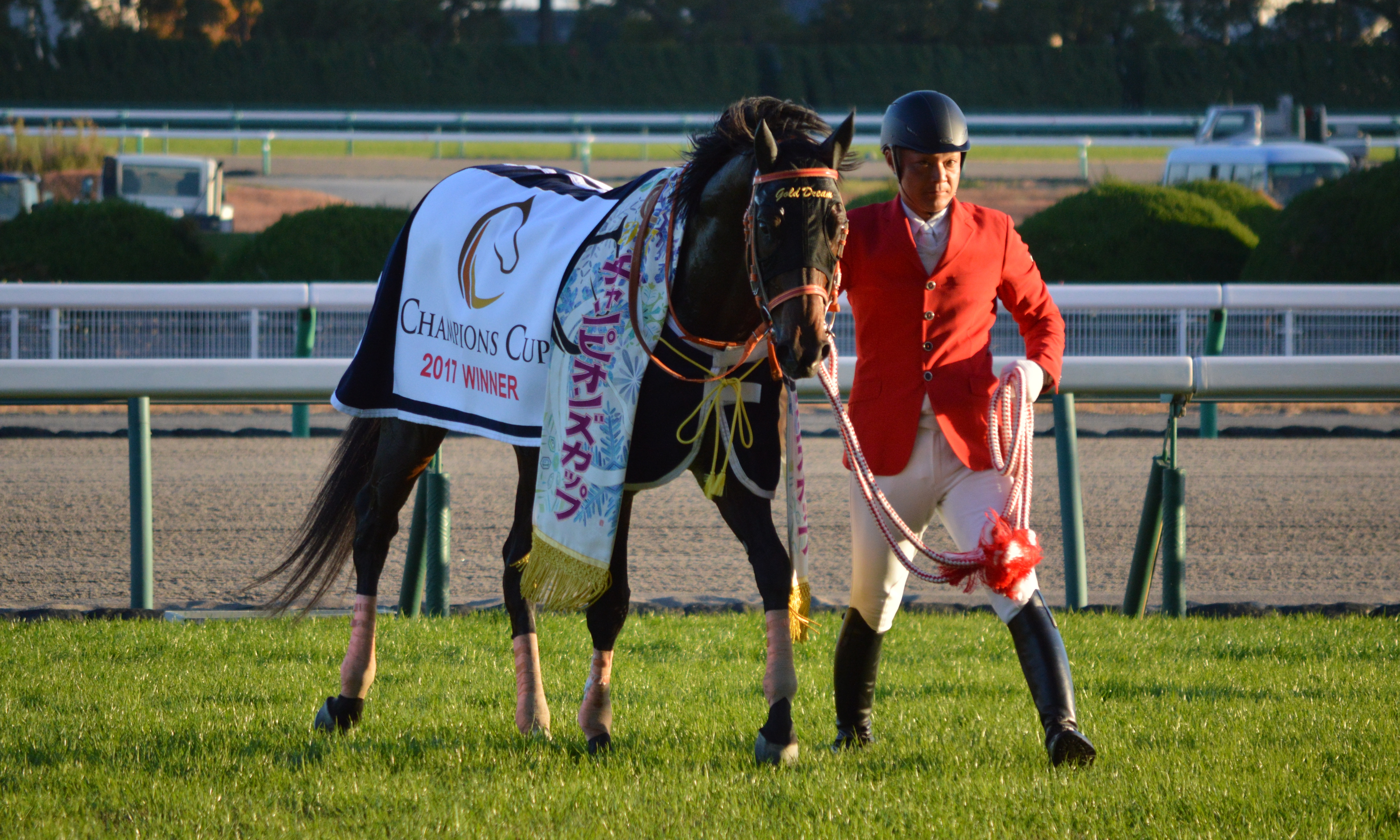
ゴールドドリーム（2013年産）
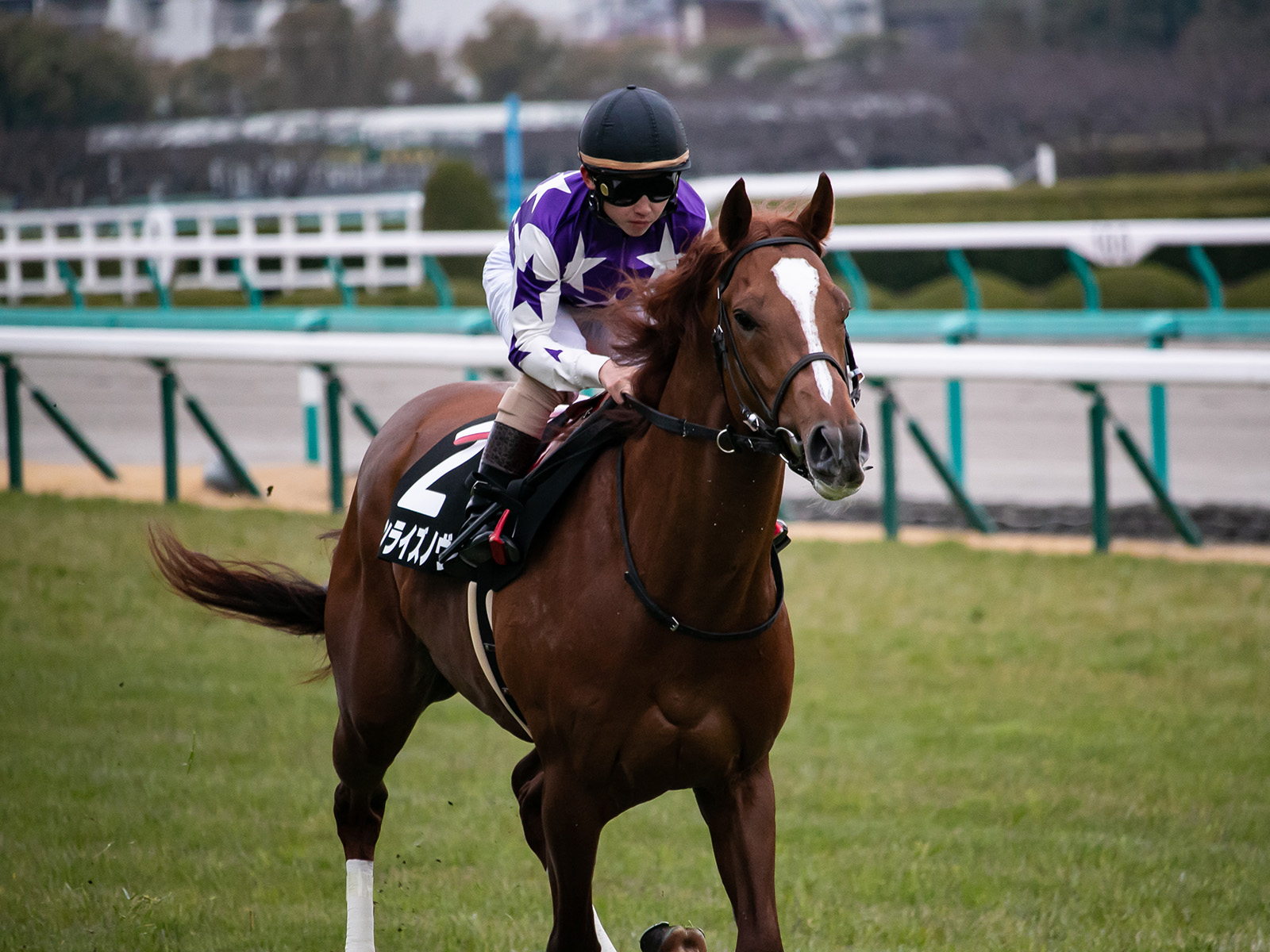
サンライズノヴァ(2014年産）
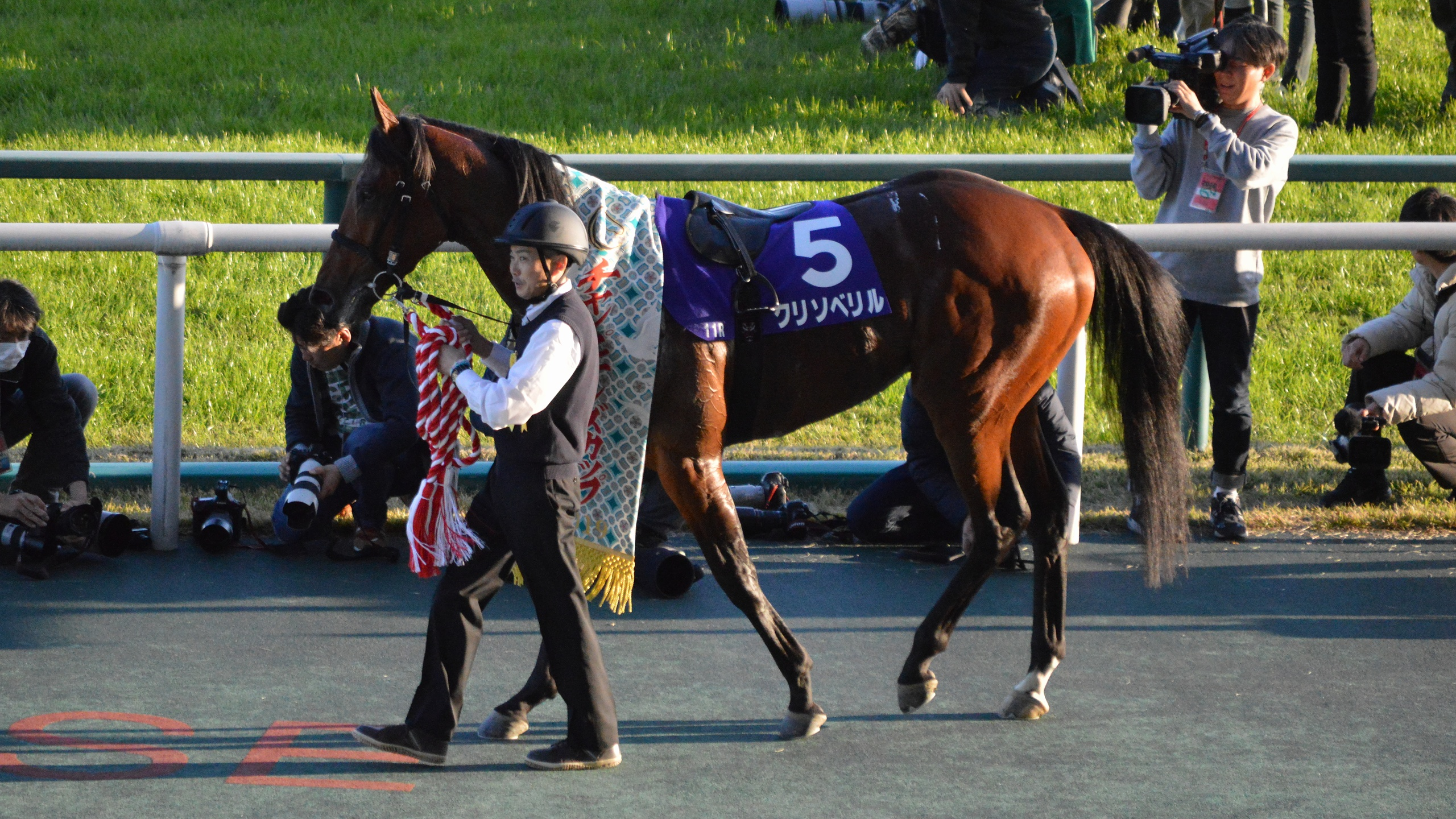
クリソベリル（2016年産）
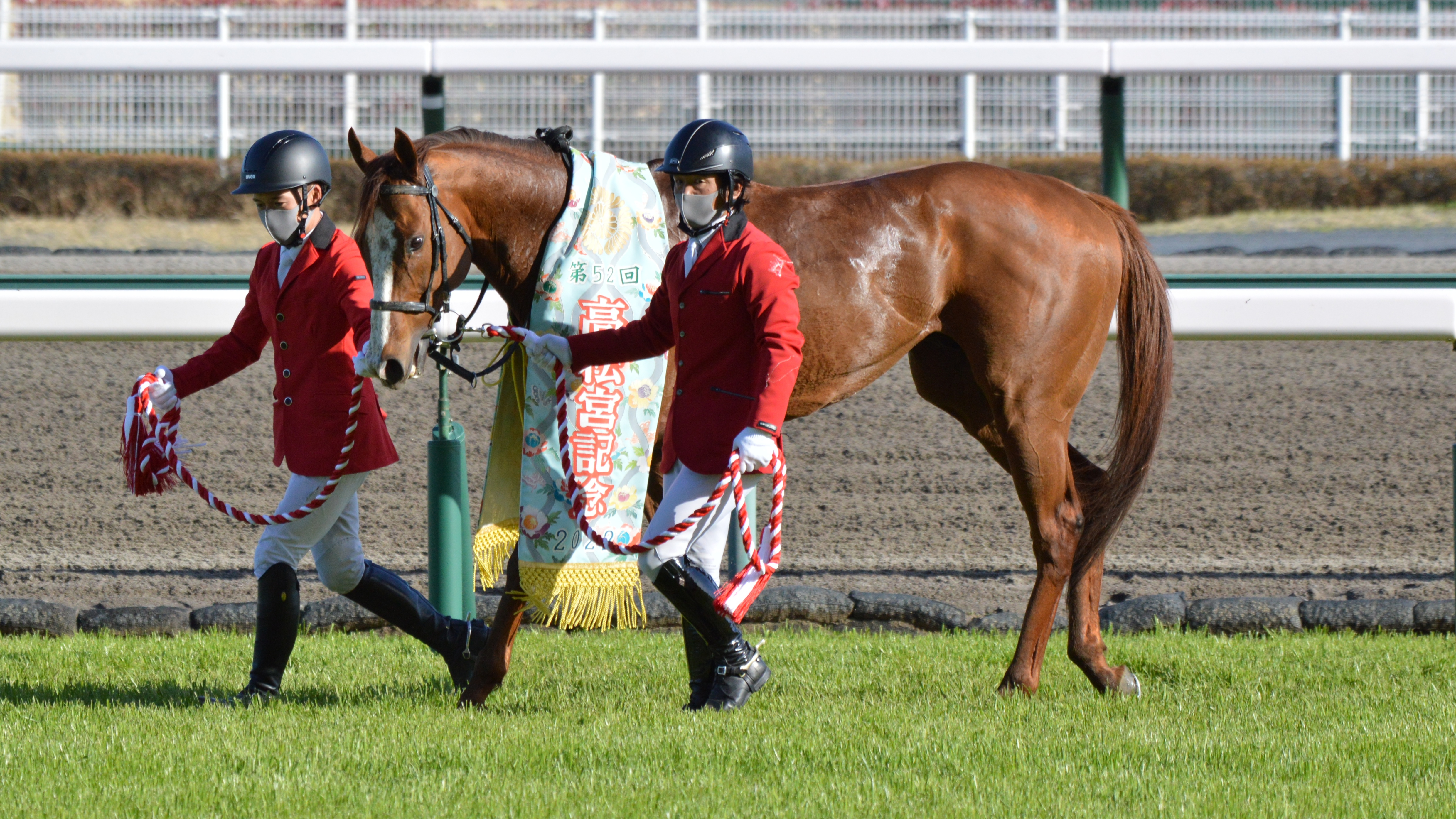
ナランフレグ（2016年産）

#### グレード制重賞勝利馬
競走名の前の国旗は開催国。
- 2005年産
  - タケミカヅチ（ダービー卿チャレンジトロフィー）- 母父:マルゼンスキー
- 2006年産
  - シルクフォーチュン（プロキオンステークス、根岸ステークス、カペラステークス）- 母父:Alwuhush
- 2009年産
  - フーラブライド（愛知杯、中山牝馬ステークス）- 母父:メジロマックイーン
- 2011年産
  - メイショウスミトモ（名古屋グランプリ、シリウスステークス）- 母父:アジュディケーティング
  - レッドアルヴィス（ユニコーンステークス）- 母父:Grindstone
- 2012年産
  - ウィッシュハピネス（エーデルワイス賞）- 母父:Grand Slam[44]
- 2013年産
  - ワンミリオンス（エンプレス杯、TCK女王盃）- 母父:Yankee Victor[45]
- 2014年産
  - エピカリス（北海道2歳優駿）- 母父:カーネギー
  - アイアンテーラー（クイーン賞）- 母父:ティンバーカントリー
  - サルサディオーネ（マリーンカップ、報知グランプリカップ、クイーン賞、スパーキングレディーカップ、スパーキングサマーカップ、日本テレビ盃、さきたま杯）- 母父:リンドシェーバー
- 2016年産
  - ハヤブサナンデクン（マーチステークス）- 母父:クロフネ

#### 地方重賞優勝馬
- 2005年産
  - タケショウクィーン（黒潮菊花賞、黒潮皐月賞）- 母父:Sadler's Wells[46]
- 2006年産
  - ゴールドピアース（福山牝馬特別2回）- 母父:リアルシャダイ[47]
  - ハリマノワタリドリ（珊瑚冠賞）- 母父:キャロルハウス[48]
  - ランドオウジ（早池峰賞、すずらん賞、栗駒賞）- 母父:フォーティナイナー[49]
  - リッカアリュール（鏡山賞）- 母父:エイシンワシントン[50]
- 2007年産
  - テラザクラウド（東京記念）- 母父:グルームダンサー[51]
  - フィオーレハーバー（菊水賞、園田ジュニアカップ、園田ユースカップ）- 母父:ナリタブライアン[52]
  - スウィングベル（珊瑚冠賞）- 母父:ベリファ（英語版）[53]
- 2008年産
  - スタープロフィット（オパールカップ）- 母父:Swain[54]
- 2009年産
  - コスモフィナンシェ（みちのく大賞典、すずらん賞）- 母父:Gulch[55]
  - エーシンヴンダバー（カンナ賞）- 母父:Devil His Due[56]
  - シゲルリンゴ（玄界灘賞）- 母父:ミルジョージ[57]
  - プルーフポジティブ（宝満山賞、鶴見岳賞、六角川賞）- 母父:エルコンドルパサー、[58]
  - ゴールドキャヴィア（優駿スプリント）- 母父:コマンダーインチーフ[59]
  - タイセイマスタング（志布志湾賞、大淀川賞）- 母父:ダンシングブレーヴ[60]
- 2011年産
  - トーコーガイア（兵庫ダービー、ゴールドジュニア）- 母父:Seeking the Gold[61]
  - タガノゴールド（姫山菊花賞、六甲盃2回、イヌワシ賞、北國王冠、園田金盃、白鷺賞、兵庫大賞典）- 母父:ブライアンズタイム[62]
- 2013年産
  - サカジロゴーゴー（ゴールドウィング賞）- 母父:Kingmambo[63]
  - サプライズハッピー（ビギナーズカップ、プリンセスカップ、留守杯日高賞、ひまわり賞）- 母父:アフリート[64]
  - スアデラ（習志野きらっとスプリント）- 母父:ラムタラ[65]
  - クインズプルート（星雲賞、くろゆり賞）- 母父:Seeking the Gold[66]
  - ドゥラリュール（佐賀王冠賞、九州チャンピオンシップ2回）- 母父:シアトルスズカ[67]
- 2014年産
  - ステップオブダンス（ユングフラウ賞、ロジータ記念）- 母父:ヘクタープロテクター[68]
  - ローレライ（東京シンデレラマイル）- 母父:クロフネ[69]
  - ララメダイユドール（二十四万石賞、福永洋一記念、黒潮マイルチャンピオンシップ）- 母父スキャン[70]
- 2015年産
  - ボーダレスガール（フルールカップ）- 母父:ラムタラ[71]
  - ゴールドパテック（ローレル賞）- 母父:ブライアンズタイム[72]
  - フィアットルクス（ブリリアントカップ）- 母父:ブライアンズタイム、[73]
  - イダペガサス（エトワール賞、旭岳賞）- 母父:Forest Camp[74]
- 2016年産
  - シュロス（エトワール賞）- 母父:フォーティナイナーズサン[75]
- 2017年産
  - シェダル（摂津盃）- 母父：クロフネ[76]

### 母の父としての主な産駒

#### グレード制重賞優勝馬
- 2015年産
  - オメガパフューム（東京大賞典4回、帝王賞、シリウスステークス、平安ステークス）- 父:スウェプトオーヴァーボード
    - 2019年度ダートグレード競走特別賞
    - 2022年度NARグランプリ特別表彰馬

  - ハービンマオ（関東オークス）- 父:ハービンジャー[77]
- 2021年産
  - アンモシエラ（ブルーバードカップ、JBCレディスクラシック）- 父:ブリックスアンドモルタル
  - ラムジェット（東京ダービー、ユニコーンステークス）- 父:マジェスティックウォリアー

#### 地方重賞優勝馬
- 2011年産
  - ブルーセレブ（東京2歳優駿牝馬）- 父:アサクサデンエン[78]
- 2012年産
  - ツーエムマイスター（OROターフスプリント）- 父:メイショウボーラー[79]
- 2016年産
  - ニュールック（飛燕賞、カペラ賞）- 父:スウェプトオーヴァーボード[80]
- 2017年産
  - トキノノゾミ（たんぽぽ賞）- 父:フリオーソ[81]
- 2018年産
  - ファイナルキング（若潮スプリント）- 父:サウスヴィグラス[82]
  - アエノブライアン（佐賀王冠賞、九州大賞典）- 父:フリオーソ
- 2020年産
  - サーフズアップ（ユングフラウ賞、東京プリンセス賞）- 父:ドレフォン[83]
  - サンテックス（名港盃）- 父:マジェスティックウォリアー
- 2021年産
  - ミチノアンジュ（ユングフラウ賞）- 父:ドレフォン
  - フェルディナンド（東京プリンセス賞）- 父:ヘニーヒューズ
- 2022年産
  - カワテンマックス（ゴールドウィング賞、新春ペガサスカップ、駿蹄賞）- 父:ドレフォン

## 血統表
| ゴールドアリュールの血統                          | ゴールドアリュールの血統                   | ゴールドアリュールの血統                   | （血統表の出典）                           | （血統表の出典） |
| 父系                                              | サンデーサイレンス系（ヘイロー系）         | サンデーサイレンス系（ヘイロー系）         | サンデーサイレンス系（ヘイロー系）         | [ § 2 ]          |
| 父 *サンデーサイレンス Sunday Silence 1986 青鹿毛 | 父の父Halo 1969 黒鹿毛                     | Hail to Reason                             | Turn-to                                    | Turn-to          |
| 父 *サンデーサイレンス Sunday Silence 1986 青鹿毛 | 父の父Halo 1969 黒鹿毛                     | Hail to Reason                             | Nothirdchance                              |                  |
| 父 *サンデーサイレンス Sunday Silence 1986 青鹿毛 | 父の父Halo 1969 黒鹿毛                     | Cosmah                                     | Cosmic Bomb                                | Cosmic Bomb      |
| 父 *サンデーサイレンス Sunday Silence 1986 青鹿毛 | 父の父Halo 1969 黒鹿毛                     | Cosmah                                     | Almahmoud                                  |                  |
| 父 *サンデーサイレンス Sunday Silence 1986 青鹿毛 | 父の母Wishing Well 1975 鹿毛               | Understanding                              | Promised Land                              | Promised Land    |
| 父 *サンデーサイレンス Sunday Silence 1986 青鹿毛 | 父の母Wishing Well 1975 鹿毛               | Understanding                              | Pretty Ways                                |                  |
| 父 *サンデーサイレンス Sunday Silence 1986 青鹿毛 | 父の母Wishing Well 1975 鹿毛               | Mountain Flower                            | Montparnasse                               | Montparnasse     |
| 父 *サンデーサイレンス Sunday Silence 1986 青鹿毛 | 父の母Wishing Well 1975 鹿毛               | Mountain Flower                            | Edelweiss                                  |                  |
| 母 *ニキーヤ Nikiya 1993 鹿毛                     | 母の父Nureyev 1977 鹿毛                    | Northern Dancer                            | Nearctic                                   | Nearctic         |
| 母 *ニキーヤ Nikiya 1993 鹿毛                     | 母の父Nureyev 1977 鹿毛                    | Northern Dancer                            | Natalma                                    |                  |
| 母 *ニキーヤ Nikiya 1993 鹿毛                     | 母の父Nureyev 1977 鹿毛                    | Special                                    | Forli                                      | Forli            |
| 母 *ニキーヤ Nikiya 1993 鹿毛                     | 母の父Nureyev 1977 鹿毛                    | Special                                    | Thong                                      |                  |
| 母 *ニキーヤ Nikiya 1993 鹿毛                     | 母の母Reluctant Guest 1986 鹿毛            | Hostage                                    | Nijinsky                                   | Nijinsky         |
| 母 *ニキーヤ Nikiya 1993 鹿毛                     | 母の母Reluctant Guest 1986 鹿毛            | Hostage                                    | Entente                                    |                  |
| 母 *ニキーヤ Nikiya 1993 鹿毛                     | 母の母Reluctant Guest 1986 鹿毛            | Vaguely Royal                              | Vaguely Noble                              | Vaguely Noble    |
| 母 *ニキーヤ Nikiya 1993 鹿毛                     | 母の母Reluctant Guest 1986 鹿毛            | Vaguely Royal                              | Shoshanna                                  |                  |
| 母系(F-No.)                                       | (FN:9-h)                                   | (FN:9-h)                                   | (FN:9-h)                                   | [ § 3 ]          |
| 5代内の近親交配                                   | Almahmoud 4×5、Northern Dancer 3･5（母内） | Almahmoud 4×5、Northern Dancer 3･5（母内） | Almahmoud 4×5、Northern Dancer 3･5（母内） | [ § 4 ]          |
| 出典                                              | 1. 2. 3. 4.                                | 1. 2. 3. 4.                                | 1. 2. 3. 4.                                | 1. 2. 3. 4.      |

- 母ニキーヤは現役時代アメリカで3勝。祖母 Reluctant Guest は米G1ビバリーヒルズハンデキャップ勝ち馬。
- 半弟に根岸ステークスを制したゴールスキー（父ネオユニヴァース）。
- 全妹オリエントチャームの仔にマイルチャンピオンシップ勝ちのペルシアンナイト、同じく全妹ラバヤデールの仔にマーチステークス勝ちのソロル、孫にアンタレスステークス勝ち馬のミッキーヌチバナ。
- 従兄弟にクイーン賞勝ち馬のディアマイダーリン。